# Лор (Эна)
Лор (фр. Lor) — коммуна во Франции, находится в регионе Пикардия. Департамент коммуны — Эна. Входит в состав кантона Гиньикур. Округ коммуны — Лан.
Код INSEE коммуны — 02440.

## Население
Население коммуны на 2010 год составляло 142 человека.
| 1962 | 1968 | 1975 | 1982 | 1990 | 1999 | 2010 |
| ---- | ---- | ---- | ---- | ---- | ---- | ---- |
| 148  | 143  | 135  | 113  | 111  | 122  | 142  |

## Экономика
В 2010 году среди 89 человек трудоспособного возраста (15—64 лет) 66 были экономически активными, 23 — неактивными (показатель активности — 74,2 %, в 1999 году было 70,8 %). Из 66 активных жителей работали 61 человек (31 мужчина и 30 женщин), безработных было 5 (4 мужчины и 1 женщина). Среди 23 неактивных 5 человек были учениками или студентами, 8 — пенсионерами, 10 были неактивными по другим причинам.